# 24a cerimònia dels Premis César
La 24a cerimònia dels Premis César — també coneguts com Nuit des César — que premiava les pel·lícules estrenades el 1998, va tenir lloc el 6 de març de 1999 al Théâtre des Champs-Élysées.
Va ser presidida per Isabelle Huppert i retransmesa a Canal+.

## Presentadors i ponents
- Daniel Toscan du Plantier, president de l'Académie des arts et techniques du cinéma
- Isabelle Huppert, presidenta de la cerimònia
- Antoine de Caunes, mestre de cerimònia
- Bernadette Lafont, per l'entrega del César d'Honor a Pedro Almodovar
- Sandrine Kiberlain, per l'entrega del César Honorari a Jean Rochefort
- Roman Polanski, per l'entrega del César Honorari a Johnny Depp
- Isabelle Huppert, per la presentació del César a la millor pel·lícula
- Emmanuelle Beart i André Dussollier, per la presentació del César al millor director
- Nathalie Baye, per la presentació del César al millor actor
- Michel Serrault, per la presentació del César a la millor actriu
- Elsa Zylberstein, pel César al millor actor secundari
- Jean-Hugues Anglade, pel premi César a la millor actriu secundària
- Karin Viard, pel premi César al millor guió o adaptació original
- Clotilde Courau i Vincent Elbaz, per la presentació del César a l'actriu més prometedora
- Mathilde Seigner, per la presentació del César a l'home més prometedor
- Charlotte Gainsbourg i Bertrand Blier, per la presentació del César al millor primer treball
- Victoria Abril, per la presentació del César a la millor pel·lícula estrangera
- Marie Gillain & Roschdy Zem, per la presentació del César al millor curtmetratge
- Adriana Karembeu & Jamel Debbouze, per la presentació del César al millor muntatge / César a la millor decoració / César a la millor fotografia / César al millor vestuari / César al millor so

## Desenvolupament
La guanyadora de la nit va ser La Vie rêvée des anges d'Érick Zonca, que de set nominacions va obtenir tres premis (millor pel·lícula, millor actriu i millor actriu revelació), mentre que la gran perdedora va ser Place Vendôme de Nicole Garcia, que de dotze nominacions no en va guanyar cap. Els premis, però, van restar força repartits: Ceux qui m'aiment prendront le train de Patrice Chéreau va tenir 11 nominacions i tres premis (millor director, millor actriu secundària i millor fotografia), El sopar dels idiotes de Francis Veber tenis sis nominacions i va guanyar tres premis (millor actor, millor actor secundari i millor guió), Taxi de Gérard Pirès de set nominacions en va guanyar dos (millor muntatge i millor so) i Lautrec de Roger Planchon tres nominacions i dos premis (millor muntatge i millor vestuari).

## Guanyadors i nominats
Els guanyadors s'indiquen en negreta.
| Millor pel·lícula - La Vie rêvée des anges d'Érick Zonca - Ceux qui m'aiment prendront le train de Patrice Chéreau - El sopar dels idiotes de Francis Veber - Place Vendôme de Nicole Garcia - Taxi de Gérard Pirès | Millor director - Patrice Chéreau per Ceux qui m'aiment prendront le train - Érick Zonca per La Vie rêvée des anges - Francis Veber per El sopar dels idiotes - Nicole Garcia per Place Vendôme - Gérard Pirès per Taxi                                                            |
| Millor actor - Jacques Villeret per El sopar dels idiotes - Charles Berling per L'Ennui - Jean-Pierre Darroussin per Le Poulpe - Antoine de Caunes per L'homme est une femme comme les autres - Pascal Greggory per Ceux qui m'aiment prendront le train                                                                    | Millor actriu - Élodie Bouchez per La Vie rêvée des anges - Catherine Deneuve per Place Vendôme - Isabelle Huppert per L'École de la chair - Sandrine Kiberlain per À vendre - Marie Trintignant per … Comme elle respire                                                          |
| Millor actor secundari - Daniel Prévost per El sopar dels idiotes - Jean-Louis Trintignant per Ceux qui m'aiment prendront le train - Vincent Pérez per Ceux qui m'aiment prendront le train - Bernard Fresson per Place Vendôme - Jacques Dutronc per Place Vendôme                                                        | Millor actriu secundària - Dominique Blanc per Ceux qui m'aiment prendront le train - Anémone per Lautrec - Catherine Frot per El sopar dels idiotes - Arielle Dombasle per L'Ennui - Emmanuelle Seigner per Place Vendôme                                                         |
| Millor actor revelació - Bruno Putzulu per Petits Désordres amoureux - Lionel Abelanski per El tren de la vida - Guillaume Canet per Decret d'innocència - Romain Duris per Gadjo dilo - Samy Naceri per Taxi | Millor actriu revelació - Natacha Régnier per La Vie rêvée des anges - Marion Cotillard per Taxi - Hélène de Fougerolles per Que la lumière soit ! - Sophie Guillemin per L'Ennui - Rona Hartner per Gadjo dilo                                                                    |
| Millor pel·lícula estrangera - La vida és bella de Roberto Benigni - Central do Brasil de Walter Salles - Festen de Thomas Vinterberg - Salvem el soldat Ryan de Steven Spielberg - Titanic de James Cameron | Millor primera pel·lícula - Dieu seul me voit (Versailles-Chantiers) de Bruno Podalydès - L'Arrière Pays de Jacques Nolot - Le Gone du Chaâba de Christophe Ruggia - Jeanne et le Garçon formidable d'Olivier Ducastel et Jacques Martineau - La Vie rêvée des anges d'Érick Zonca |
| Millor guió original o adaptació - Francis Veber per El sopar dels idiotes - Roger Bohbot, Érick Zonca per La Vie rêvée des anges - Patrice Chéreau, Danièle Thompson, Pierre Trividic per Ceux qui m'aiment prendront le train - Jacques Fieschi, Nicole Garcia per Place Vendôme - Radu Mihaileanu per El tren de la vida | Millor música - Tony Gatlif per Gadjo dilo - IAM per Taxi - Francis Lai, Claude Bolling per Hasards ou coïncidences - Philippe Miller per Jeanne et le Garçon formidable |
| Millor fotografia - Éric Gautier per Ceux qui m'aiment prendront le train - Agnès Godard per La Vie rêvée des anges - Laurent Dailland per Place Vendôme | Millor decorat - Jacques Rouxel per Lautrec - Thierry Flamand per Place Vendôme - Richard Peduzzi, Sylvain Chauvelot per Ceux qui m'aiment prendront le train |
| Millor muntatge - Véronique Lange per Taxi - Luc Barnier i Françoise Bonnot per Place Vendôme - François Gédigier per Ceux qui m'aiment prendront le train | Millor so - Vincent Tulli, Vincent Arnardi per Taxi - Jean-Pierre Laforce, Nadine Muse, Guillaume Sciama per Ceux qui m'aiment prendront le train - Jean-Pierre Duret, Dominique Hennequin per Place Vendôme                                                                       |
| Millor vestuari - Pierre-Jean Larroque per Lautrec - Nathalie du Roscoat i Élisabeth Tavernier per Place Vendôme - Sylvie de Segonzac per Don Juan de Jacques Weber | Millor curtmetratge - L'Interview de Xavier Giannoli - La Vieille Barrière de Lyèce Boukhitine - Les Pinces à linge de Joël Brisse - Tueurs de petits poissons d'Alexandre Gavras - La vache qui voulait sauter par-dessus l'église de Guillaume Casset                            |
| César d'honor - Jean Rochefort - Pedro Almodóvar - Johnny Depp | |